# Paul Schwarz (Ingenieur)
Paul Karl Schwarz (* 10. November 1877 in Stollberg/Erzgebirge; † 4. Oktober 1951 in Waldheim) war ein deutscher Ingenieur und Kommunalpolitiker.

## Leben

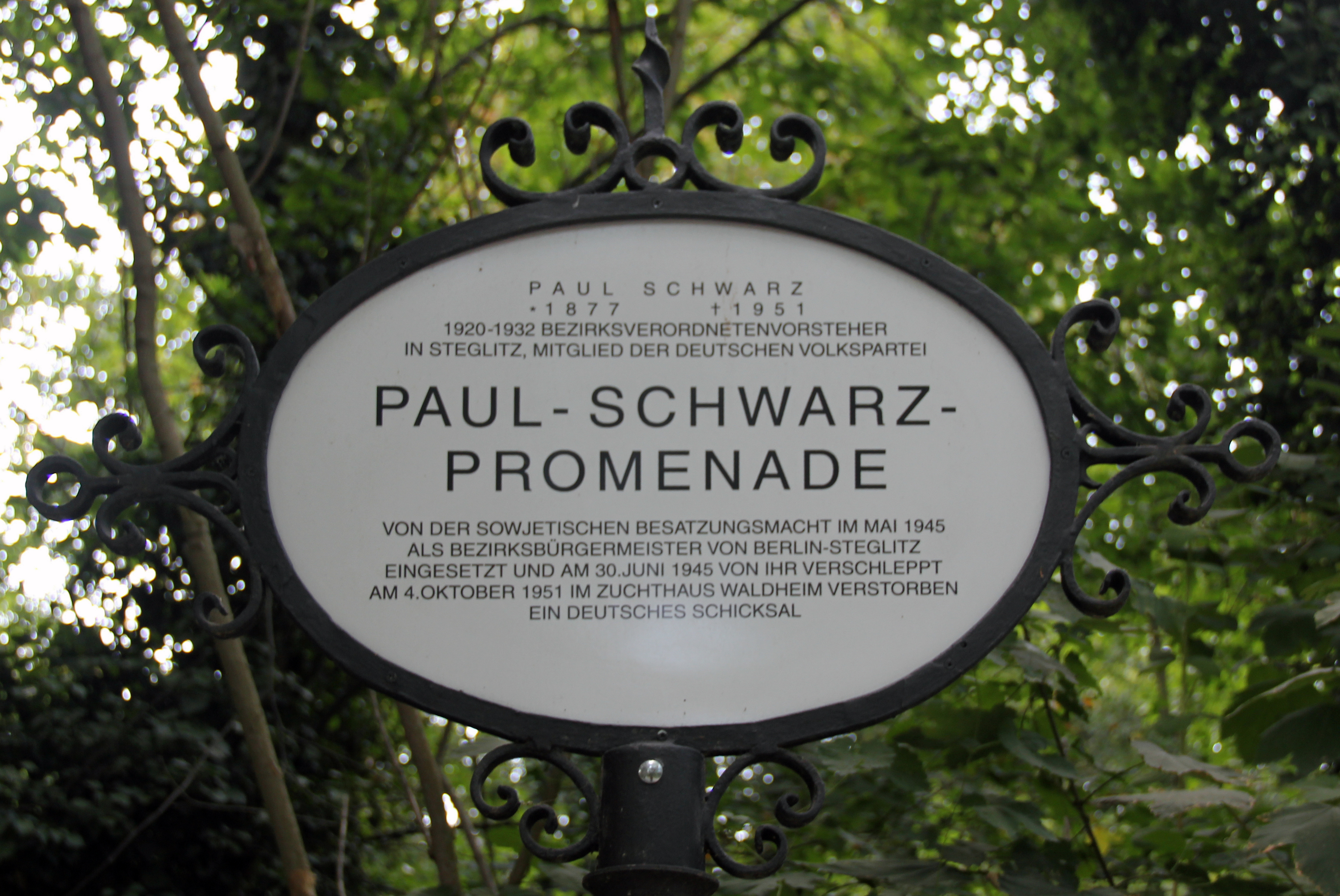
Paul-Schwarz-Promenade, in Berlin-Lichterfelde

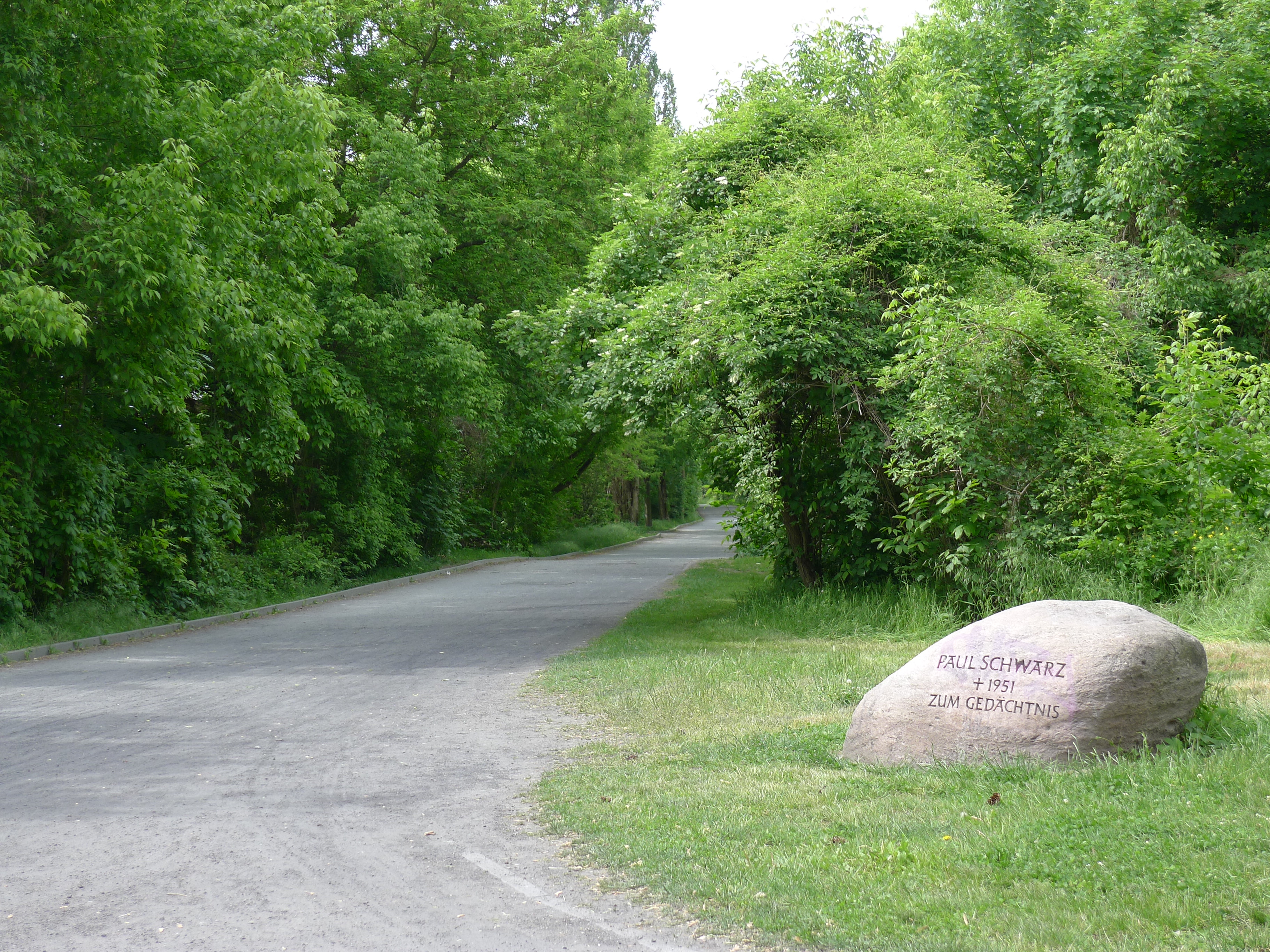
Paul-Schwarz-Promenade in Berlin-Steglitz, mit Gedenkstein für Paul Schwarz

Paul Schwarz war in den 1930er Jahren Inhaber einer Firma, die Gaskocher und andere Haushaltgeräte produzierte. Er war von 1920 oder 1928 bis 1933 als Mitglied der DVP Vorsitzender der Bezirksverordnetenversammlung Steglitz.
Im Mai 1945 erklärte er sich bereit, das Amt des Bürgermeisters des Bezirks Steglitz zu übernehmen. Unmittelbar vor Übergabe von Steglitz an das amerikanische Militär, wurde er am 30. Juni 1945 von der sowjetischen Besatzungsmacht als Bürgermeister abgesetzt und verhaftet. Vermutlich wurde Schwarz zunächst nach Hohenschönhausen gebracht, bevor er fünf Tage später nach Sachsenhausen kam.
Es bleibt unklar, was ihm genau vorgeworfen wurde. In einem Bericht hieß es etwa, es sei Großindustrieller gewesen und habe seine Arbeiter misshandelt. Er habe aktiv und systematisch die faschistische Regierung gelobt und die Durchführung der Anordnungen des Militärkommandanten der Roten Armee sabotiert. Die Anklageschrift warf ihm vor, „durch Verbreitung tendenziöser Gerüchte den Frieden des Deutschen Volkes gefährdet zu haben“. Nichts davon konnte belegt oder auch nur konkretisiert werden.
Paul Schwarz war einer von Tausenden Gefangenen, die nach Auflösung der sowjetischen Lager Anfang 1950 den DDR-Behörden zur Aburteilung übergeben wurden. Er wurde in das Zuchthaus Waldheim eingeliefert und dort, im Rahmen der Waldheimer Prozesse, am 20. Mai 1950 von der kleinen Strafkammer des Landgerichts Chemnitz zu acht Jahren Haft verurteilt. Hierauf wurden einige Monate Untersuchungshaft angerechnet, nicht jedoch die fünf Jahre Haft in sowjetischen Lagern.
Paul Schwarz, der zum Zeitpunkt seiner Verurteilung bereits 72 Jahre alt war, verstarb im September oder Oktober 1951 im Zuchthaus. Wenige Monate nach seinem Tod, am 20. Februar 1952, wurde die Paul-Schwarz-Promenade in Berlin-Steglitz nach ihm benannt.